# Wolfram Huhn
Wolfram Huhn (født 3. december 1973 i Würzburg) er en tysk tidligere roer.
Huhn var med til at vinde VM for U/23 i otteren i 1995, og han kom derpå med i den tyske otter til OL 1996 i Atlanta. Tyskerne blev her nummer to i indledende heat og vandt derpå sit opsamlingsheat. I finalen var den hollandske båd suveræn og vandt med et forspring på næsten to sekunder ned til tyskerne på andenpladsen, mens den russiske båd blev nummer tre. Detlef Kirchhoff, Mark Kleinschmidt, Roland Baar, Marc Weber, Ulrich Viefers, Frank Jörg Richter, Thorsten Streppelhoff og styrmand Peter Thiede udgjorde resten af tyskernes besætning.
I 1997 vandt han VM-guld i toer uden styrmand sammen med Ingmar Guhl, og han vandt VM-bronze i firer med styrmand ved VM 2000 i Zagreb. Han indstillede sin internationale karriere efter denne præstation.

## OL-medaljer
- 1996:  Sølv i otter